# Uzvinska rijeka
Uzvinska rijeka je rijeka u Republici Srpskoj, BiH, lijeva pritoka Velike Usore, dugačka je oko 11 kilometara (od izvora glavne sastavnice Ravne), a nastaje spajanjem dva potoka: Ravne i Borjašnice. Teče, uz manja odstupanja, pravcem zapad - istok. Sliv joj je omeđen sa desne strane planinom Borje do platoa Milakovac, visovima Veliki i Mali Zbjeg, brdom Kobiljaš, Stjepanovića brdom i Šašikama, a sa lijeve strane Trivunovića brdom, Boricima, Raskršćem, Maričkim brdom i Dukića brdom.

## Sliv
Ukupna površina sliva je oko 30 km². U gornjem toku je brza planinska rječica koja se od lokaliteta Vekslo probija kroz klisuru i ima dosta virova i bukova. Izlaskom u dolinu kod Todića i Bagića postaje mirnija, a u srednjem toku sve do izlaska iz doline Vidare meandrira. U donjem toku, u dužini od 1,2 km ponovo je brza, sa puno manjih bukova, a u Skoku, kod Stojkinog mlina pravi nekoliko kaskadnih vodopada i malih kazana koje je vjekovima voda izdubila u granitu, i tako stvara jedan od najljepših prirodnih prizora u tom dijelu Republike Srpske. Taj lokalitet, koga narod zove Skok, a koji podsjeća na mini Plitvička jezera, ljeti je omiljeno kupalište.

## Ekologija
Do prije nekoliko desetaka godina na Uzvinskoj rijeci je bilo aktivno desetak vodenica, a sada su ostale samo dvije - povremeno aktivne. Na nekoliko lokacija ostali su prokopani „jazovi“ ili kanali kuda se navodila voda u mlinove. Do prije dvadesetak godina, uz obalu rijeke nije bilo ni jednog zagađivača, štale i slično, dok je poslednjih godina stasavanjem „ekološki osviješćenijih generacija“ to prećutno pravilo koje je čuvalo rijeku prekinuto izgradnjom nekoliko štala i drugih objekata uz samu rijeku, pa Uzvinska više nije čista kao nekada. Pored toga veliki problem predstavljaju i vikendaši iz gradova, posebno Teslića, koji za vikend donose smeće i bacaju ga u rijeku.

## Flora i fauna
Uzvinska je nekada bila bogata ribom, uglavnom klijenom, krkušom i potočnom pastrmkom, kao i riječnim rakovima, ali je poslednjih godina primijetno siromašniji riblji fond, dok se rakovi mogu naći samo u gornjem toku. Sliv Uzvinske je bogat izvorima, posebno njena desna obala, odakle se u nju uliva nekoliko potoka, čiji su izvori najvećim dijelom poslednjih godina kaptirani za potrebe domaćinstava, pa nemaju tokom godine stalni tok. Donedavno su se na Uzvinskoj rijeci mogle primijetiti i vidre, ali posljednjih godina rjeđe. Biljni svijet u slivu Uzvinske rijeke je veoma bogat, a u njenom slivu, posebno na desnoj obali, raste veliki broj ljekovitog bilja. U oblasti njenog gornjeg toka može se naći i trava iva. Desna obala je pošumljenija, u gornjem toku crnogoričnom, a u srednjem toku veoma kvalitetnom bukovom i hrastovom šumom, dok je lijeva strana siromašnija šumom. Korito je obraslo cijelim tokom vrbama i johama (jošikama) kao i nekim vrstama topola. To rastlinje stanovnici ljubomorno čuvaju, jer ono štiti od naglih promjena toka rijeke kao i od poplava. Dno korita je šljunkovito i kamenito, sastavljeno je od granitanog i krečnjačkog kamenja, šljunka i pijeska, pa se krečnjaki kamen iz korita često koristi u krečanama za pečenje kreča.

## Potencijal
Uzvinska najmanji protok ima ljeti i u ranu jesen kada se sužava na oko 5 metara širine, ali nikada ne presušuje. Za vrijeme poplava, u proljeće i u jesen, nerijetko nabuja i poplavi cijelu dolinu. Najveća poplava je zabilježena 1976. godine, kada se korito rijeke proširilo i do 100 metara u pojedinim dijelovima. Prosječan protok na ušću je između 2 i 3 metra kubna u sekundi, dok se za velikih suša prosječan protok spušta i ispod jednog kubnog metra.

## Istorija
Krajem 18. i početkom 19. vijeka dolazi do naseljavanja tog područja doseljenicima iz Hercegovine i Crne Gore, pretežno migracijama dijela porodica koje su se prvobitno doselile na Vučju planinu i Vlašić u sela Gornje Bijelo Bučje, Gornji Ugodnović i Brić. Zbog toga je većina prezimena stanovnika doline Uzvinske istovijetna sa prezimenima u Gornjem Bijelom Bučju, Gornjem Ugodnoviću ili Briću: Đurići, Đurđevići, Bagići, Todići, Markovići, Devići, Vasići itd. Zabilježeno je da su prvi doseljenici bili hajduci Inđa i Kuzman (od njega su nastali Kuzmanovići), i da su oni ljekovitim biljem nakon okršaja sa turskim karavanima rane vidali u dolini Uzvinske (odatle lokalitet Vidare). Turski karavanski put je upravo prolazio iz Tesnja prema Travniku preko Uzvinske preko Maričkog brda, kroz Vidare, preko Šašika i dalje preko Vučje planine za Travnik. 
Dolina Uzvinske je tromeđa tri velika sela Donjeg Ugodnovića, Donjeg Bijelog Bučja a najvećim dijelom pripada Mladikovinama. Stanovnici doline Uzvinske su prije nekoliko godina formirali svoju posebnu mjesnu zajednicu, a u toku je izgradnja i crkve.
Dolinom Uzvinske za vrijeme Austrougarske izgrađena je uskotračna pruga kojom su izvoženi drvo i ruda željeza iz nekoliko rudničkih okana na obroncima planine Borja, a danas je umjesto pruge lokalni put. 
U dolini Uzvinske živi oko 100 domaćinstava, a posljednjih decenija evidentno je iseljavanje stanovništva. Osnovna zanimanja stanovništva su poljoprivreda i voćarstvo, ali još uvijek na ekstezivan način. Austrougarska je na više lokaliteta prilikom izgradnje pruge u koritu Uzvinske otkrila nalazišta raznih ruda, a najviše olova, bakra, cinka i srebra, a dublje u planini Borje željeza gdje se i danas može naći desetak rudarskih okana. 
Uzvinska se uliva u Veliku Usoru u mjestu Lukići.